# Aleksandr Adaszew
Aleksandr Iwanowicz Adaszew, właśc. Aleksandr Płatonow (ros. Александр Иванович Адашев, ur. 1871, zm. w 1934) – rosyjski i radziecki aktor teatralny i pedagog.
Od 1890 występował w teatrach Rybińska, Tweru, Kostromy i innych. Od 1898 do 1913 w Moskiewskim Akademickim Teatrze Artystycznym.
Od 1914 był wykładowcą. W latach 1923 – 1927 wykładał w szkole teatralnej teatru dramatycznego w Kijowie.